# Desaktivierung
Unter der Desaktivierung versteht man den Vorgang, durch den Atome oder Moleküle ihre überschüssige Energie an die Umgebung abgeben.
Die überschüssige Energie kann auf chemischer Ebene in einer hohen Reaktivität und auf physikalischer Ebene in einem angeregten Zustand bestehen. Eine hohe Reaktivität haben z. B. solche chemischen Elemente, deren äußerste Elektronenschale nicht voll gefüllt ist und die zur Auslösung einer Reaktion keine oder eine nur geringe Aktivierungsenergie erfordern („Streichholzfunktion“).
Eine Desaktivierung chemischer Substanzen ist vor ihrer Entsorgung essentiell, indem man sie unter kontrollierten Bedingungen abreagieren lässt. Dadurch wird verhindert, dass sie in den Abfallbehältnissen unkontrolliert weiterreagieren. Beispiele sind die Desaktivierung von Natrium in Alkohol oder die von Hydriden in Wasser.
Bei einem durch irgendeine Art von Energiezufuhr angeregten (aktivierten) Atom oder Molekül befinden sich Elektronen auf einem höheren Energieniveau (dem ein Orbital zugeordnet ist) als ihrem normalen Grundzustand. Für die Desaktivierung kommen verschiedene Möglichkeiten in Betracht, eine von ihnen ist die strahlende Desaktivierung.

## Desaktivierung durch Strahlung
Bei der strahlenden Desaktivierung fallen die angeregten Elektronen wieder zurück in ihr Ursprungsorbital. Dabei wird die Energiedifferenz in Form eines Photons abgegeben. Die emittierte Strahlung besitzt eine spezifische Wellenlänge, die im für das menschliche Auge sichtbaren Spektrum (ca. 390 bis knapp 800 Nanometer) liegen kann; diese Stoffe sehen wir in verschiedenen Farben leuchten (Lumineszenz, Fluoreszenz, Phosphoreszenz). Die Wellenlänge der emittierten Strahlung kann aber auch in für uns nicht sichtbaren Spektralbereichen liegen.
Eine wichtige Anwendung der strahlenden Desaktivierung ist die Lasertechnik.